# Bram van der Vlugt
Abraham Rutger (Bram) van der Vlugt (Den Haag, 28 mei 1934 – Nieuwegein, 19 december 2020) was een Nederlandse acteur. Zijn acteerloopbaan omspande ongeveer zestig jaar. Van 1986 tot en met 2010 was hij Sinterklaas tijdens de landelijke intocht in Nederland. In 2000 won Van der Vlugt een Louis d'Or. In 2019 kreeg hij op zijn 85ste verjaardag in 'zijn' Koninklijke Schouwburg de Bronzen Bram, als vervanging van de Koperen Kees aldaar.

## Biografie

### Jeugd
Van der Vlugt was een zoon van de gelijknamige luitenant-kolonel Abraham Rutger van der Vlugt (1905-1965) en de Joodse Ellen Stokvis (1906-1944). Tijdens de Tweede Wereldoorlog werd zij door de nazi's naar Auschwitz gedeporteerd en vermoord. Omdat hun vader niet-Joods was, werden Van der Vlugt en zijn oudere broer Fred met rust gelaten. Wel verloren zij in 1945 hun huis bij het bombardement op het Bezuidenhout. Zijn vader hertrouwde met Gerarda Huter (1909-1991), die uit een eerder huwelijk al twee kinderen had.

### Carrière
Van der Vlugt wilde al vroeg acteur worden, maar door druk van zijn ouders ging hij eerst bouwkunde studeren in Delft. Daar raakte hij betrokken bij het studententoneel, onderdeel van het Delftsch Studenten Corps, waar hij lid was. Vanaf 1958 volgde hij alsnog een toneelopleiding aan de Toneelschool Amsterdam, waar hij in 1961 afstudeerde als acteur en regisseur. Studiegenoten waren onder meer Hetty Verhoogt, Guido de Moor en Aart Staartjes. Vanaf 1961 was hij zeven jaar aangesloten bij Toneelgroep Studio, die zich vanaf 1962 in De Brakke Grond in Amsterdam bezighield met experimenteel toneel. Hij kreeg bekendheid door zijn hoofdrol van dokter Finlay in de van 1963 tot 1965 uitgezonden televisieserie Memorandum van een dokter. In 1970 was hij een van de oprichters van Toneelgroep Sater. Hij speelde er zelf tot 1974. Daarna was hij bij wisselende gezelschappen en in de vrije sector te zien. Voor zijn rol in Kopenhagen kreeg hij in 2000 de Louis d'Or, de prijs voor de beste mannelijke hoofdrol.
Van der Vlugt was actief als ambassadeur van het Groene Hart, waar hij veertig jaar woonde in De Meije. Hij was een van de medeoprichters van de stichting Gras & Wolken, die ijvert voor het behoud van het Groene Hart. Voor zijn werk voor Gras & Wolken en als acteur werd hij in 2001 benoemd tot Ridder in de Orde van de Nederlandse Leeuw. Verder was hij de mannelijke voice-over van de radioreclames voor Royal Canin en een van de reclamestemmen van Adopteer Een Pup.
Hij werkte in het theater onder meer samen met Joost Prinsen, Kitty Courbois, Thom Hoffman en Oren Schrijver.

#### Sinterklaas

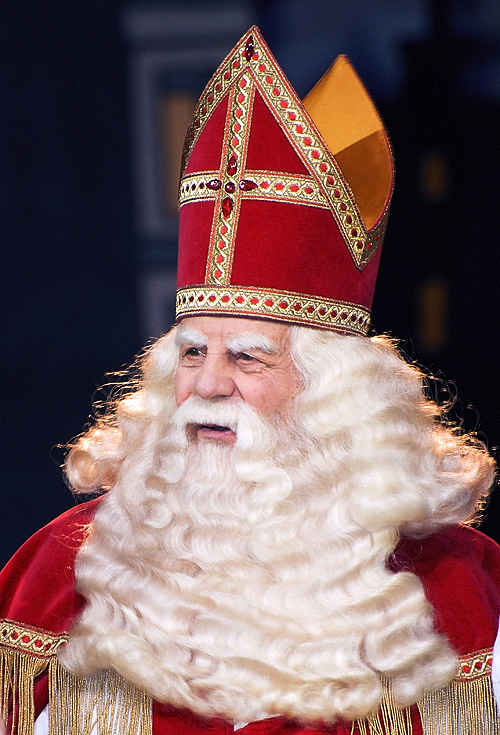
Bram van der Vlugt als Sinterklaas in 2007

Van 1986 tot en met 2010 kroop Van der Vlugt jaarlijks in de huid van Sinterklaas, als opvolger van Adrie van Oorschot. Hij verscheen in diverse televisieprogramma’s, waarmee hij het televisie-imago van de goedheiligman verder ontwikkelde en waarborgde. Hij stond daarbij bekend om zijn scherpe, soms ietwat ironische opmerkingen. Van der Vlugt maakte als Sinterklaas de opkomst van de media mee. Hij stond bekend om uitspraken zoals "ik vind het nu al leuk", "het komt allemaal goed" en "recht zo die gaat".
Vijfentwintig jaar lang had hij een monopolie als Sinterklaas op de Nederlandse televisie. Dat ging verder dan de publieke omroep. Van der Vlugt was niet alleen betrokken bij de officiële intocht, maar ook als vaste gast in programma's als De Club van Sinterklaas, het Sinterklaasjournaal, Het Feest van Sinterklaas, Sesamstraat en Telekids. Daarnaast zat hij ook regelmatig in programma's van Paul de Leeuw, Carlo & Irene, Jochem van Gelder en Bassie & Adriaan.
Op 21 mei 2011 maakte hij bekend te stoppen als 'vaste raadsman van Sinterklaas', zoals hij dat altijd zelf verwoordde. Op zijn voorspraak werd hij opgevolgd door Stefan de Walle. Naar aanleiding van deze opvolging werd dezelfde dag een ingelaste uitzending van Het Sinterklaasjournaal uitgezonden. Daarin meldde Van der Vlugt dat het Grote Boek van Sinterklaas per ongeluk bij hem in handen was gekomen en hij nu hulp nodig had om het terug te bezorgen. Vanuit de studio had hij 'contact' met de in Spanje aanwezige Sinterklaas, die aangaf een nieuw boek te gaan gebruiken en het oude - volle - boek aan Van der Vlugt te schenken als dank voor zijn diensten van de afgelopen 25 jaar.
Toch zette hij daarna nog enkele keren zijn mijter op, zoals in de films Bennie Stout (2011), Pak van mijn hart (2014), De Brief voor Sinterklaas (2019) en in De Grote Sinterklaasfilm (2020). Verder speelde hij nog Sinterklaas in diverse commercials (Essent en Bol.com), televisieprogramma's (Sint & De Leeuw) en andere producties. In 2012 bracht hij een boek uit over Sinterklaas, getiteld Sinterklaas bestaat!.
Op 4 december 2020 was hij te gast in de studio van De 5 Uur Show. Hij sprak in zijn rol als Sinterklaas over wat volgens hem het corona-woord van het jaar moest worden, namelijk corona-rietje. Het zou het laatste televisieoptreden zijn van Bram van der Vlugt. Op 5 december 2021 brachten Paul de Leeuw en Hans Kesting een ode aan de overleden acteur. De uitzending van Sint & De Leeuw begon op Zorgvlied, waar de heren het graf van hem bezochten. De Leeuw las Van der Vlugts favoriete gedicht voor, waarin wordt benadrukt dat de beste Sinterklaas goed contact heeft met het kind in zichzelf. Vervolgens zag men een compilatie met bekende fragmenten van de afgelopen decennia.

### Privé
Van der Vlugt was getrouwd en had vijf kinderen. Zijn dochter Marijne (1965) is een zangeres en presentatrice. Zowel zijn zoon Floris (1981) als zijn dochter Hester (1982) zijn klassiek geschoolde musici. Zijn oudere broer Fred van der Vlugt (1930-2002) was autojournalist.
In februari 2005 werd bekendgemaakt dat Van der Vlugt een tumor in zijn dikke darm had. Deze werd operatief verwijderd. Op zijn tachtigste verjaardag werd hij in theater DeLaMar verrast door zijn collega's van On Golden Pond. Bram van der Vlugt overleed in de nacht van 18 op 19 december 2020 in Nieuwegein in zijn slaap aan de gevolgen van COVID-19.

## Rollen
Van der Vlugt speelde in de volgende films, (televisie)series, toneelstukken en hoorspelen. Bij sommige films staat hij niet als acteur op de rol, maar "met dank aan...". Sinterklaas vervult de rol namelijk altijd zelf.

### Films
- 1976 - Alle dagen feest van Ate de Jong
- 1977 - Kouwe kunstjes van Annelies Hulsker
- 1978 - Pastorale 1943 van Wim Verstappen
- 1979 - Schade en schande van Philip Engelen
- 1981 - Het verboden bacchanaal van Wim Verstappen
- 1982 - De stilte rond Christine M. van Marleen Gorris
- 1982 - Knokken voor twee van Karst van der Meulen (als vader van Joris & Saskia)
- 1985 - Pervola, sporen in de sneeuw van Orlow Seunke
- 1992 - Femme Fatale van Inge van Calame van Alphen
- 1992 - Flodder in Amerika! van Dick Maas
- 1992 - De Hulpsinterklaas (als Sinterklaas)
- 1995 - De Witte Piet (als Sinterklaas)
- 1995 - Coverstory
- 1995 - Filmpje! van Paul Ruven
- 1995 - Pepernoten voor Sinterklaas van Armando de Boer
- 1997 - De Gouden Swipe van Steven de Jong
- 1997 - Gordel van smaragd van Orlow Seunke
- 2001 - Familie van Willem van de Sande Bakhuyzen
- 2002 - Pietje Bell van Maria Peters (als Sinterklaas)
- 2003 - Kees de jongen van André van Duren
- 2004 - De Kroon van Peter de Baan
- 2004 - Gebroken Rood van Eric Oosthoek
- 2008 - De Brief voor de Koning (stemmen van Menaures de kluizenaar en de Koning van Unauwen) van Tonke Dragt
- 2009 - Anubis en de wraak van Arghus van Dennis Bots (als vader van Arghus)
- 2009 - Het Sinterklaasjournaal: De Meezing Moevie (als Sinterklaas)
- 2011 - Bennie Stout van Johan Nijenhuis (als Sinterklaas)
- 2013 - Nooit te oud van Pollo de Pimentel
- 2014 - Oorlogsgeheimen van Dennis Bots
- 2014 - Pak van mijn hart van Kees van Nieuwkerk
- 2015 - Holland: Natuur in de Delta - voice-over
- 2017 - Het Verlangen - Alfred Goudemondt
- 2019 - De brief voor Sinterklaas van Lucio Messercola (als Sinterklaas)
- 2020 - Rundfunk: Jachterwachter van Rob Lücker (als vaderfiguur)
- 2020 - De Grote Sinterklaasfilm van Lucio Messercola (als Sinterklaas)
- 2022 - Grutte Pier - Graaf Gwijde van Vlaanderen (postuum uitgebracht)

### Televisie
- 1961 - Het kind huilt
- 1962 - Nieuw licht
- 1962 - De vos zonder staart
- 1963 - Aan de vooravond
- 1963 - Memorandum van een dokter (ook bekend als Dokter Finlay)
- 1964 - Vrouwenprogramma, aflevering: Vakantie zonder grenzen
- 1966 - De kale zangeres
- 1966 - De droom van Amerika
- 1972 - La demoiselle d'Avignon (als Prins Rollon)
- 1975 - Oorlogswinter (als dominee)
- 1976 - Sil de Strandjutter van Bob Löwenstein
- 1981 - De Fabriek (als accountant Burger)
- 1981 - Kouwe kunstjes
- 1982 - De Weg van Willy van Hemert (als wethouder Ruyssendael)
- 1982 - Schade en schande
- 1983 - Herenstraat 10 van John van de Rest (als Gerard van Laar)
- 1983 - Sanne (als Anton Bender)
- 1984 - Willem van Oranje van Walter van der Kamp (als Marnix van Sint-Aldegonde)
- 1984 - Zeg 'ns AAA (als tandarts Karel, ex-vriend van Dr. Lydie van der Ploeg)
- 1984 - Hints
- 1985 - De Appelgaard van Willy van Hemert (als Godfried Kramer)
- 1986 - Dossier Verhulst van Andrew Wilson (als notaris Van der Velde)
- 1986-2010 - Landelijke intocht van Sinterklaas (als Sinterklaas)
- 1986 - Wie Komt Er Alle Jaren? (als Sinterklaas)
- 1987 - Moordspel (als Conde Ribeiro Madeira De Pointis)
- 1989 - Plaatjes Kijken van Rob Prass
- 1989-2010 - Sesamstraat (als Sinterklaas)
- 1990 - Tineke Schouten show (als dokter)
- 1990 - Wie ben ik? (als Sinterklaas)
- 1990 - Fort Boyard
- 1991-1994 - Medisch Centrum West (als dr. Victor Brouwer)
- 1991 - Prettig geregeld
- 1992 - De Leukste Thuis (als Sinterklaas)
- 1993 - Welkom Sinterklaas (als Sinterklaas)
- 1994-1999 - Telekids (als Sinterklaas)
- 1994, 1998, 2002, 2006, 2008-2010 - Koekeloere (als Sinterklaas)
- 1994 - Sinterklaas en de wizz kid (als Sinterklaas)
- 1995 - Coverstory (als directeur CASU Bank)
- 1996 - Zie ginds komt geen stoomboot van Rob Prass (als Sinterklaas)
- 1996 - Huisje, Boompje, Beestje (als Sinterklaas)
- 1996 - Jostiband verrast Sinterklaas (als Sinterklaas)
- 1996-1998 - Unit 13 (als Hoofdofficier Bilderdijk)
- 1997 - Villa Achterwerk (als Sinterklaas)
- 1997 - Over de liefde (als Valentijn Sr.)
- 1998 - Verhalen uit het land van de voldongen feiten (afl. 2, 3 en 4)[17]
- 1998 - Hallo, Met Sinterklaas (als Sinterklaas)
- 1998 - Willem Wever (als Sinterklaas)
- 1999-2007/2009 - De Club van Sinterklaas (als Sinterklaas)
- 1999-2007 - Het Feest van Sinterklaas (als Sinterklaas)
- jaren 90/00 - De Staatsloterijshow (als Sinterklaas)
- 2000 - Late Show Met Chocolade Letterman (als Sinterklaas)
- 2000 - Pepernotensoap (als Sinterklaas)
- 2000 - De aanklacht (als directeur chemieconcern)
- 2001-2011 - Het Sinterklaasjournaal (van 2001 tot 2010 als Sinterklaas, eenmalig in 2011 als zichzelf)
- 2001 - Teletubbies (als Sinterklaas)
- 2001 - SNN-TV: Sint Nieuws Netwerk (als Sinterklaas)
- 2002 - IC (als professor Kuminac)
- 2003 - Ernstige Delicten (als meneer Henninger)
- 2003 - Het Verhaal van Sinterklaas (als Sinterklaas)
- 2003 - Schudden tot het sneeuwt
- 2003 - Meiden van De Wit (als Advocaat Haage)
- 2004 - Sint's super swing star (als Sinterklaas)
- 2005 - Grijpstra & De Gier (als Doede van Heesch)
- 2005 - Gebroken rood (als Adrie)
- 2005 - Stuif es Sint (als Sinterklaas)
- 2005 - I Love Sint (als Sinterklaas)
- 2005-2008 - Keyzer & De Boer Advocaten (als Marius de Boer)
- 2005 - Super robot monkey team hyperforce go!
- 2005-2008 - Mooi! Weer de Sint (als Sinterklaas)
- 2006 - Goede tijden, slechte tijden (als Sinterklaas)
- 2006 - Lotto Weekend Miljonairs (als Sinterklaas)
- 2006 - Life & Cooking (als Sinterklaas)
- 2007 - ONTBIJTPIET! (als Sinterklaas)
- 2007 - Thank God It's Friday (als Sinterklaas)
- 2007 - TV Show (als Sinterklaas)
- 2007 - Edison klassiek gala
- 2008 - De Josti's pakken uit! (als Sinterklaas)
- 2009 - Lieve Paul & Sint (als Sinterklaas)
- 2009 - Nachtegaal en zonen
- 2010 - Van Zon op Zaterdag (als God)
- 2010 - Misschien later
- 2010 - Sint & De Leeuw (als Sinterklaas)
- 2010 - AVRO Junior Sintfestival (als Sinterklaas)
- 2010 - Ik Hou van Sinterklaas (als Sinterklaas)
- 2011 - PAU!L en Sint! (als Sinterklaas)
- 2011 - PAU!L (als Kerstman)
- 2011 - Koefnoen (als zichzelf)
- 2012 - Langs de Leeuw
- 2012 - Nooit te oud (als Jan de Graaf)
- 2013-2014 - Moordvrouw (als Onno Kremer)
- 2015 - Rundfunk (als Bernard)
- 2015 - Bureau Raampoort (als Wim Verschuren), aflevering: Koning Oedipus
- 2016-2018 - Dokter Deen (als Bart Vos)
- 2017 - De Wereld Draait Door
- 2018 - Volle Zalen
- 2018 - Sint en Paul pakken uit! (als Sinterklaas)
- 2020 - De 5 Uur Show (als Sinterklaas)

### Stemacteur
- 1986-1990 - Kissyfur (stem van vader Guus)
- 1989-1991 - Alfred Jodocus Kwak (stem van K. Rokodil)
- 1989 - Lady en de Vagebond (stem van Jim Schat)
- 1993 - Vier Dinosaurussen en Nieuw York (stem van Kapitein Neweyes)
- 1995-1996 - Bamboe Beren (stem van Know-How)
- 1998 - Mulan (stem van Fa Zhou)
- 2001 - Lady en de Vagebond II: Rakkers Avontuur (stem van Jim Schat)
- 2004 - Mulan II (stem van Fa Zhou)
- 2005 - Super Robot Monkey Team Hyperforce Go! (stem van Gyrus Krinkle)
- 2012 - Niko 2 (stem van Tobias)
- 2015 - De kleine prins (stem van de vliegenier)

### YouTube
- 2018 - Een echte Aelbert Cuyp korte film (als Aard de Looij)
- 2018 - Kidz-dj Videoclip "Sinterklaas, Wij Houden Van U" (Sinterklaas)
- 2019 - Kidz-dj Serie "Kidz-dj & Het Avontuur in Spanje" (Sinterklaas)
- 2020 - Koeiemart 2020. Dit jaar is alles anders filmpje voor Stadshart Woerden (als zichzelf)
- 2020 - Piet Sancho Videoclip ''1, 2, 3, Pietenmagie'' (Sinterklaas)
- 2020 - Sinterklaas heeft een dagje vrij! korte film (Sinterklaas)
- 2020 - Sint in Lienden Livestream digitale 'intocht' voor de plaats Lienden (Sinterklaas)

### Theater
- 1959 - De Zwarte Bruid[17]
- 1964 - De wijze kater[17]
- 1968 - De Zomer[17]
- 1974 - Cyrano de Bergerac (als Graaf de Guiche) theaterstuk speciaal bewerkt voor de televisie door Frits Butzelaar (KRO), regie: Ko van Dijk[17]
- 1978 - De rechtvaardigen[17]
- 1978/1979 - Een dag uit de dood van verdomde Lowietje[18]
- 1992 - Bouwmeester Solness (als Doktor Herdal)[19]
- 1993 - Kleine zielen[17]
- 1994 - Het evenwicht (als Christoph)[20]
- 1995 - Hedda Gabler (als rechter Brack)[19]
- 1996/1997 - De kersentuin (als broer Gajew)[21]
- 1997/1998 - Hooikoorts (als David)[22]
- 1998 - Kopenhagen (als Niels Bohr)
- 2001 - Familie (als vader Jan)
- 2004 - Het verhoor (als Wilhelm Furtwängler)
- 2004 - Blauw/Oranje (als de Therapheut)
- 2004 - Schudden tot het sneeuwt (als Moto Rolie)
- 2006 - One Flew Over the Cuckoo's Nest (als afdelingshoofd dr. Spivey)
- 2007 - Heksenjacht (als ondergouverneur Danforth)
- 2007 - Mike & Thomas Kerstrevue (met Mike Boddé en Thomas van Luyn)
- 2008 - Van oude menschen, de dingen, die voorbij gaan... (als mijnheer Takma (een gedeelde rol met Wim van den Heuvel))
- 2009 - Kopenhagen (reprise) (als Niels Bohr) bij het Nationale Toneel ter gelegenheid van zijn 75ste verjaardag
- 2010 - Kopenhagen (reprise) (als Niels Bohr) bij het Nationale Toneel
- 2010 - Het leven volgens Emma
- 2010 - Verse Kerst of de Vergeten Boodschap (voor een gastrol)
- 2011 - De niet meer zo piep show, als presentator
- 2011 - Oersprong, een muziektheateravontuur in het Steengroevetheater te Winterswijk[23]
- 2012 - Emma's Feest, als oud-minister Kalsbeek[24]
- 2012-2013 - Stem in De Toverzolder, Toverland parkshow
- 2013 - Met andere Oogen
- 2013 - Oude meesters (samen met Joost Prinsen)
- 2014 - On Golden Pond
- 2014 - Moesson (met Kitty Courbois en Thom Hoffman)
- 2015-2016 - Op bezoek bij meneer Green (met Oren Schrijver)
- 2015-2016 - De drievingerige luiaard ('concertvertelling' samen met Van der Vlugt & Co, over zijn jeugd en met name het bombardement)
- 2016 - MZN8D, Steengroevetheater Winterswijk
- 2016 - Een Huis in een Schoen (Sinterklaasmusical te Haarlem op 3 december 2016)
- 2017 - Met andere oogen ('concertvertelling' met Van der Vlugt & Co, over zijn moeder en andere vermoorde familieleden)
- 2018-2019 - Vasalis (met Nettie Blanken en Floris van der Vlugt)
- 2018-2019 - Vogel (met Thijs Prein, ter ere van zijn 85ste verjaardag)
- 2019 - Enkele reis (met Wieteke van Dort, Trudy Labij en Florence Vos Weeda)
- 2020 - De Les (eigenlijke Paradevoorstelling op alternatieve locaties,[25] met Sarah Bannier en Charley Yntema)

### Luisterboeken

#### Fictieve verhalen
- Herinneringen van een bramzijgertje (van Jan de Hartog)
- Het Gouden Voorleesboek (van W.G. van de Hulst)
- De wind in de wilgen (van Kenneth Grahame)
- Boris (van Jaap ter Haar)
- Meneer Ibrahim en de bloemen van de koran (van Eric-Emmanuel Schmitt)
- De man die zijn vrouw voor een hoed hield (van Oliver Sacks)
- De vloek van de Woestewolf (van Paul Biegel)
- In de ban van de ring (van JRR Tolkien)
- De Hobbit (van JRR Tolkien)
- De bende van huize avondrust (van Marja West)

#### Documentaires
- Verhaal van Woerden (omnibus: o.a. voice-over, app uit 2013)[26][27]
- Cosmos Documentaire TV serie in 13 delen van bijna een uur elk over astronomie uit 1980 van Amerikaans astronoom Carl Sagan. Bram van der Vlugt doet in deze TV serie de Nederlandse voice over. Werd door de NOS in de herfst van 1980 uitgezonden.

#### Sinterklaas
- Luistergoed (2006) Geschenk van de 'week van het luisterboek' 2006
- De heerlijkste 5 december in 574 jaar (2009) Naar het gelijknamige boek van Annie M.G. Schmidt
- Bennie Stout (2011) Naar de gelijknamige film
- 2018 - Kidz-dj Videoclip "Sinterklaas, Wij Houden Van U" (Sinterklaas)
- 2019 - Kidz-dj Serie "Kidz-dj & Het Avontuur in Spanje" (Sinterklaas)

### Discografie
| Single met eventuele hitnotering(en) in de Nederlandse Top 40 | Datum van verschijnen | Datum van binnenkomst | Hoogste positie | Aantal weken | Opmerkingen                                              |
| ------------------------------------------------------------- | --------------------- | --------------------- | --------------- | ------------ | -------------------------------------------------------- |
| Ik droom van een vriendje (Amerigo, mijn paardje)             | 1998                  | -                     |                 |              | Bram van der Vlugt als Sinterklaas                       |
| Mega grandioos                                                | 2001                  | -                     |                 |              | Bram van der Vlugt als Sinterklaas met Jochem van Gelder |